# Tifoseria del Cosenza Calcio

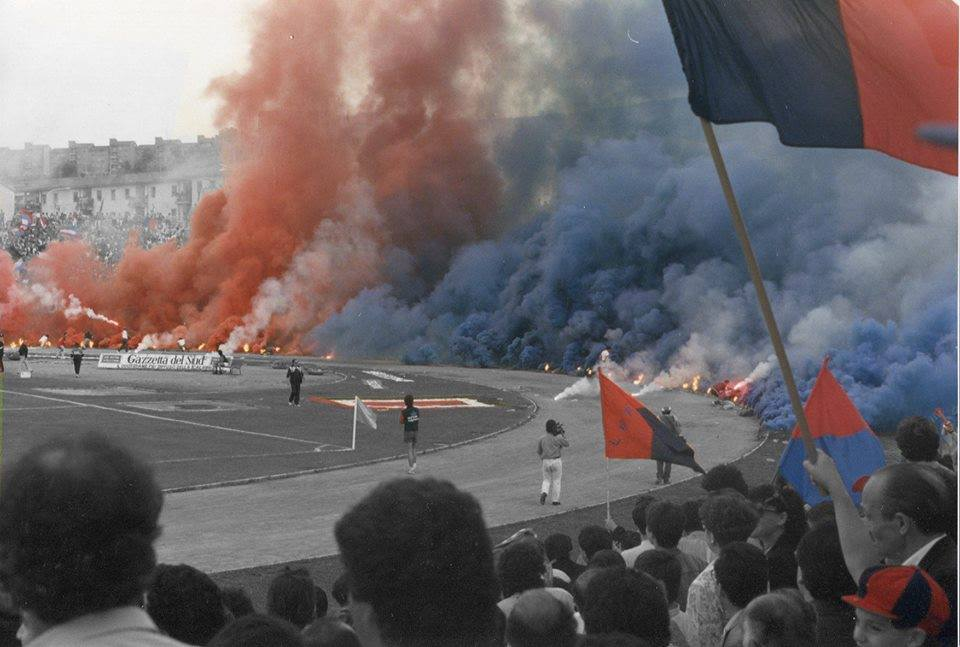
La tifoseria in occasione di Cosenza-Nocerina nel 1988

In questa voce sono riportate informazioni relative alla storia ed evoluzione della tifoseria del Cosenza Calcio, società calcistica italiana con sede a Cosenza.

## Composizione demografica
La maggioranza dei tifosi del Cosenza proviene dalla città, dai comuni dell'area urbana cosentina e da tutto il vasto e variegato territorio provinciale; inoltre il Cosenza è popolare in tutta la Calabria ed è sostenuto da numerosi emigrati calabresi stabilitisi nel Settentrione e all’estero. Il seguito dei rossoblù è omogeneo e notevole in tutta la provincia di Cosenza: dalla Valle del Crati alla fascia pre-silana, sul Tirreno cosentino da Amantea, a fare da capofila, fino a Praia a Mare, e sullo Jonio cosentino, come testimoniato dai vari club di tifosi e gruppi ultras presenti al Marulla ed in trasferta in ogni partita.

## Orientamento politico
Tifoseria storicamente e ancora oggi marcatamente di sinistra.
Antirazzismo, antiproibizionismo, solidarietà sociale e goliardia sono alcuni dei tratti caratteristici che hanno reso Cosenza una piazza conosciuta e rispettata in tutta la penisola.

## Fan club
Negli anni sessanta nacquero i primi club di tifosi: i Lupi della Sila, e il club Francesco Guido (1969), dedicato alla memoria dell'ex omonimo presidente, che fu d'appoggio, in termini economici, alla società.
Nel 1982 nacque il club Cosenza 1914. Col passare degli anni vennero fondati altri club, inducendo dunque l'ambiente a fondare il Centro Coordinamento Club, allo scopo di coordinare e promuovere le iniziative delle varie associazioni. La presidenza fu affidata a Padre Fedele Bisceglia (1937-2025), frate missionario tifoso del Cosenza. Successivamente Padre Fedele, distaccatosi dal Centro Coordinamento, fondò l'associazione Cosenza Club Donato Bergamini, in memoria dell'omonimo calciatore, idolo della tifoseria bruzia, deceduto prematuramente in circostanze controverse. Tifosi del Cosenza, soprattutto emigrati calabresi, sono presenti anche all'estero: tra i club ufficiali di tifosi con sede all'estero vanno menzionati il Cosenza Club New York negli Stati Uniti d'America, il Cosenza Club Toronto in Canada, il Cosenza Club Melbourne in Australia, il Cosenza Club Monaco di Baviera in Germania ed il Cosenza Club Lachen in Svizzera.

## Tifoseria organizzata

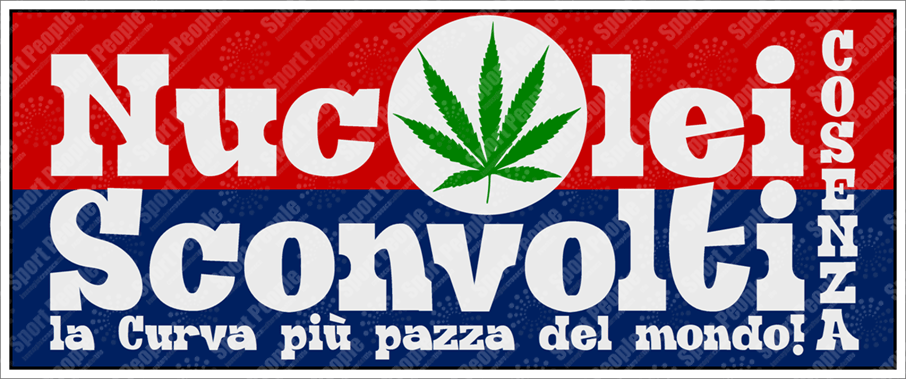
Adesivo del gruppo ultras Nuclei Sconvolti

### Dalle origini agli anni ottanta
Il tifo organizzato nacque nel 1978, con il gruppo Commando Ultrà Prima Linea seguito dagli storici gruppo dei Fedayn (1982) e Boys Cosenza (1983). In origine gli ultras prendevano posto nel settore Tribuna B, spostandosi in Curva Sud, storica sede dei gruppi ultras cosentini, solo in un periodo successivo.
Nel 1983 nacquero i Nuclei Sconvolti, storico gruppo ultras cosentino, uno dei più anticonformisti per antonomasia nella storia Ultras nazionale, che non ha mai nascosto la sua indole profondamente anarchica e ribelle, ma sempre declinata attraverso la solidarietà verso gli emarginati. I Nuclei intrapresero rapporti di stima e fratellanza con importanti tifoserie dello stivale e lasciarono un segno indelebile nella storia ultras d'Italia; erano caratterizzati da uno spirito goliardico, gioioso, ironico e combattivo tipico dei movimenti del 1977, e furono tra i primi, insieme ai veronesi, a mescolare il modello italiano e il modello inglese, soprattutto in quella che divenne la moda inglese degli stendardi.. Da un punto di vista ultras, la piazza bruzia rappresenta un vero e proprio “laboratorio” in cui, nel corso degli anni, s’è prodotto un fenomeno sociale di condivisione e aggregazione.
Nel 1985 Padre Fedele Bisceglia, con la collaborazione dei Nuclei Sconvolti, organizzò in città un primo raduno degli ultras d'Italia, a cui parteciparono tifosi provenienti da Roma, Napoli e Genova e da molte altre importanti realtà italiane. Il 1985 è l'anno anche della nascita del gruppo Ultras Alkool Group Loreto 1985 destinato a diventare una delle colonne portanti del tifo cosentino insieme al gruppo Brigate Cosenza 1987 nato nel popoloso quartiere di via Popilia. Nel 1986, anno della nascita dei gruppi ultras Nuova Guardia, NS Rende e NS Amantea, venne organizzato dai N.S. un secondo raduno, questa volta a Tortora in provincia di Cosenza, con lo scopo di ricercare il dialogo tra le curve italiane, anche tra acerrimi rivali, anticipando di un po' di anni gli incontri tra le diverse realtà nazionali nati per la necessità di confrontarsi su molti argomenti di interesse comune. I supporters bruzi furono fra i primi a dotarsi di una voce ufficiale, un periodico che viene distribuito in tutte le partite casalinghe, lo storico "Tam Tam e segnali di fumo" che fece il suo esordio il 13 maggio 1988 alla vigilia della trasferta di Salerno, nel campionato che decretò la promozione in Serie B dei Lupi. Nel 1989 nacque nel centro storico lo storico gruppo ultras Cosenza Vecchia e venne fondato il Club delle donne rossoblù, che inizialmente non raccolse i favori e le simpatie del tifo "maschile".. Date storiche per il tifo silano del sono quelle del 6 aprile 1985, quando in occasione del derby vinto contro il Catanzaro seguito da 20.000 sostenitori bruzi, gli ultras silani in Tribuna B srotolarono un maxi striscione rossoblù di cento metri, stabilendo un record di dimensioni in Italia, e la mega fumogenata della Curva Sud il 29 maggio 1988, nel match contro la Nocerina, che fu seguito da 24.000 spettatori. Le trasferte più partecipate degli anni ottanta sono quella di Monopoli del 5 giugno 1988 seguita da oltre 8.000 tifosi rossoblù, quella di Francavilla nel 1988 con 5.000 tifosi, Taranto nel 1988-89 con 5.000 presenze e quelle di Catanzaro del 1984-85 con circa 4.000 tifosi e 1988-89 con 3.000 sostenitori rossoblù.

### Gli anni novanta

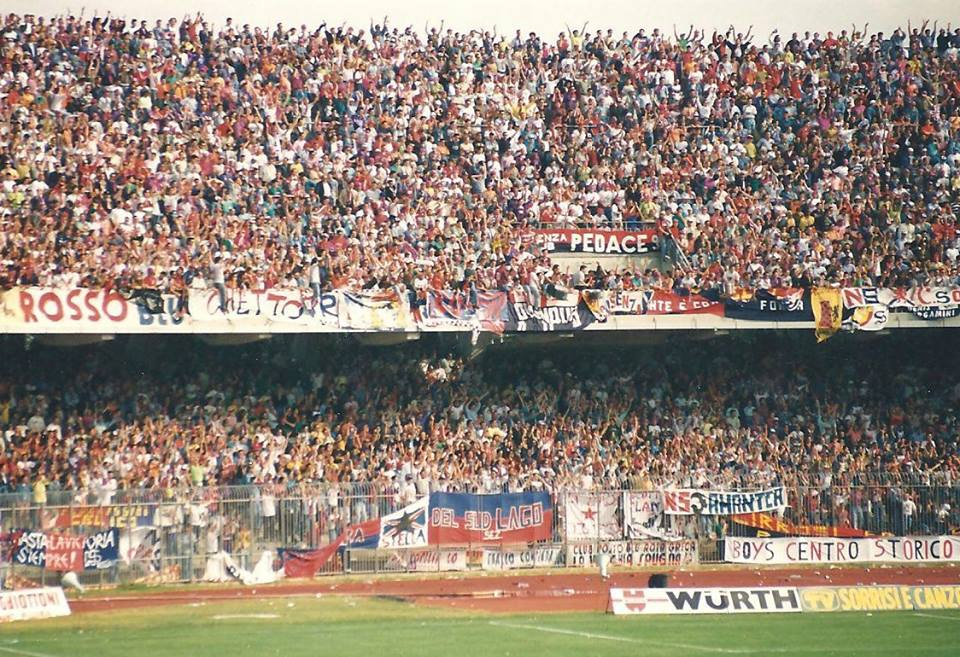
I 15.000 cosentini accorsi al Via del Mare di Lecce il 14 giugno 1992

Il 26 giugno 1991 nello spareggio di Pescara vinto 1-0 contro la Salernitana per la permanenza in Serie B, gli ultras cosentini, assiepati in Curva Nord dello Stadio Adriatico in circa 7.000 unità, diedero vita ad una coreografia composta da migliaia bandiere a scacchi rossoblù. Il 1992 è l'anno della nascita del gruppo ultras Lost Boys nello splendido campionato che proiettò i Lupi ad un passo dalla massima serie.
Durante il campionato 1993-1994, che segnò la nascita del gruppo ultras Curva Nord Cosenza con la prima scissione del tifo organizzato in due settori, avvenne il primo "sciopero del tifo". Una forma di protesta pacifica volta a sensibilizzare l'ambiente nei confronti delle diffide che colpirono alcuni tifosi, all'indomani di incidenti avvenuti il 12 settembre nella partita Cosenza-Fiorentina 1-1. I Nuclei, nonostante le visioni di pensiero e una filosofia di tifo totalmente diversa da quella del tifo moderato, si distinsero per un assiduo impegno nel sociale e per la partecipazione a varie iniziative, come ad esempio l'organizzazione di una conferenza all'Università della Calabria, il 21 ottobre 1993, con a tema i rapporti fra la città, il calcio ed i tifosi.. A metà degli anni '90 nacquero i gruppi ultras Rebel Fans 1995 e il gruppo degli Autentici che occupò la Curva Nord dello Stadio San Vito. Nella partita Cosenza-Turris 1-0 del campionato 1997-98 giocata davanti a 22.000 spettatori, che segnò il ritorno dei Lupi in Serie B dopo un solo anno dalla retrocessione, i NS realizzarono una coreografia imponente in Curva Sud degna di quella che 10 anni prima aveva celebrato la precedente promozione contro la Nocerina. Nel 1999 i Nuclei Sconvolti si sciolsero innescando un periodo difficile per il tifo rossoblù, nonostante ciò non è mutata la passione e lo splendido rapporto del Cosenza con i suoi tifosi, testimoniato dall'esistenza di vari gruppi ultras, oltre a diversi club di semplici tifosi, che hanno continuato a seguire la squadra dall'hinterland e dall'intera provincia anche negli anni a venire, come gli storici NS Amantea 1986, NS Diamante, NS Trebisacce, NS Villapiana Scalo 1991, NS Scalea, Pistols Cittadella 1988, Commenda Kapovolta, Nutters nati dai disciolti Devils, Briganti Paterno, NS Longobardi, NS Morano Calabro, NS Luzzi poi diventati Luzzi Klan 2000, NS Andreotta, Ultras Ajello 1997, Celico Rossoblu, Acri, Libero Arbitrio, NS San Lucido, NS Praia, NS Lago, NS Trebisacce, NS Francavilla, NS Villapiana, NS Rossano, Provincia Agitata, Crosia, Sibari, Joggi, Corigliano, Mandatoriccio, Frascineto, Rogliano, Fiumefreddo Bruzio, Scigliano, Buonvicino presente, Intifada Roggiano, Casole a krikka du vinu, Pedace, Montalto, Carolei, Panettieri c'è. La trasferta più partecipata degli anni novanta avvenne il 14 giugno 1992, allorché in 15.000 raggiunsero Lecce per sostenere la squadra, che in caso di vittoria avrebbe disputato la spareggio con l'Udinese per la promozione in Serie A.

### Gli anni duemila
Il 2003 rappresenta l’anno del fallimento del Cosenza Calcio 1914, e i Lupi si ritrovarono tre categorie sotto la Serie B (campionato nel quale il Cosenza ha militato in tutto il decennio precedente e nell’inizio degli 2000) ed una nuova società. Nonostante ciò, i tifosi non persero la loro passione verso i colori rossoblù e, nella prima partita del campionato di Serie D 2003-2004 Cosenza-Rossanese, allo stadio si presentarono in 12.000. Il record di spettatori in Serie D venne realizzato nel 2008 in Cosenza-Bacoli Sibilla 2-0, con 18.000 spettatori che spinsero la squadra nella partita che ha sancito la promozione dei Lupi in Lega Pro Seconda Divisione.
A cavallo fra il 2000 ed il 2009, vennero fondati altri club (Amici du Cusenza, Kennedy Club e Mandragone, Via Popilia C'è) che andarono ad aggiungersi ai già esistenti Gesuiti, Tarsia Club Gigi Marulla, Club Francesco e Vincenzo Merenda di Mangone, Cantinelle e Centro Storico e altri gruppi ultras dell'area urbana tra cui Andreotta, Side Whiskers, S. Ippolito ovunque, Laurignano Ultrà CS, Pasquali presente, Bad Wolwes, Luzzi Klan 2000, Commenda Old School, Teste Matte 2007, Porta Piana Group, Revocati, Road Crew, Gate 14, Mayd Boys 87100, Riforma, S. Vito, Allupati Primo Lotto, Secondo lotto, Crazy Wolves, Vecchie maniere, Mondo Fantastico, Boot Boys, Old Style, Cosenza Loca, Paniancu c'è, Nuova Generazione.

### Gli anni duemiladieci e duemilaventi
Il 23 febbraio 2014, in occasione delle celebrazioni del centenario della nascita del calcio a Cosenza, la partita contro l'Aversa Normanna fu seguita da 18.000 spettatori, con la significativa partecipazione di tutti i settori dello stadio nell'allestimento di un'imponente coreografia. Lo stesso avvenne il 10 giugno 2018 nella semifinale di ritorno dei play-off di Serie C Cosenza-Südtirol 2-0, dove i 21.000 spettatori presenti parteciparono alle coreografie allestite da Curva Sud e Tribuna A spingendo il Cosenza in finale.
Anche in occasione della gara di ritorno dei play-out di Serie B disputata contro il Vicenza nel maggio 2022, a cui assistettero circa 21.000 spettatori, furono allestite  due imponenti coreografie in Curva Nord 
“Catena” ed in Curva Sud “Bergamini”. Il play-out si concluse con la vittoria del Cosenza e la conseguente retrocessione della compagine vicentina in Serie C. La trasferta più numerosa di questo periodo storico è quella della finale play-off per la promozione in Serie B del 16 giugno 2018 Siena-Cosenza 1-3, che portò a Pescara quasi 11.000 tifosi silani.
Dal campionato 2014-2015, come avvenuto circa 20 anni prima con Curva Sud e Curva Nord, il tifo organizzato si divide in due settori con la nascita del gruppo Anni Ottanta in Tribuna A.
Nel 2018 i gruppi organizzati ultras non aderenti alla Tessera del tifoso comunicano il loro spostamento dalla Tribuna A alla Tribuna B. Tali gruppi sono Anni Ottanta, SKA LEA Rude Boys, Cosenza Football Crew, Acri Firm, Allupati I Lotto, Fuscaldo Boys, Trebisacce, Bad Wolves, Banda Free, Lupi del Tirreno Belvedere M. - Cetraro, Corso d'Italia, Diamante, Domanico Rebelde, Fimmine, Intifada Roggiano, Kiri du Nord, Longobardi, Luzzi Klan, Occasionali, Orda Bruzia, Panettieri, Perugia 1988, Praja, Rebel Fans, Sez. 4miglia, Villapiana Scalo '91 e Wolves Fans Roma.
I gruppi ultras che invece seguono la partita dalla Curva Sud accomunati dallo striscione Ultrà Cosenza 1978 sono Alkool Group Loreto 1985, Sciollati, Irrequieti Torano, Lost Boys 1992, Dissidenti, Rione Portapiana, Quote Rosa, Pistols Cittadella 1988, Brigate Rossoblù 1987 e Scoppiati Vagliolise; nel 2016 nasce il gruppo Street Boys e un anno dopo, nel 2017, viene fondato il gruppo Banda90 nato sempre in Curva Sud dopo la divisione. Al 2018 risale anche la nascita del Club Ciccio  di Rovito. Esistono altresì gruppi organizzati che seguono il Cosenza principalmente in trasferta come i gruppi Roma Crew e Lupi Sciolti Roma che hanno la maggioranza dei loro iscritti nella capitale, ma esistono anche dei gruppi social con lo scopo di aggiornare e aiutare i tifosi durante le trasferte come Lupi in trasferta.
Dal campionato di Serie B 2021-2022, i gruppi ultras della Tribuna B si sono spostati in Curva Nord "Massimiliano Catena", e sono:  Anni Ottanta, Branco, Armata Bruzia, Bad Wolves, Luzzi Klan, San Marco, Wolves Malito, Radicati Cerisano, Ultra CS Lago, Fuscaldo Boys, New Wolves, Skalea, Praja, Longobardi, Acquaformosa, Andreotta, 4miglia, Villapiana e Drunk Dogs. A loro si aggiunge un gruppo di ultras dietro lo striscione Cosenza, nato con l'intento di portare l'unione nella tifoseria. 
Dal 2014, la tifoseria cosentina presenta quindi una scissione del tifo organizzato, con gruppi ultras presenti in entrambe le curve dello Stadio San Vito-Gigi Marulla.

## Gemellaggi e rivalità

### Gemellaggi e amicizie

#### Gemellaggi
- Casertana: forte gemellaggio nato nel luglio 1985, in occasione del primo raduno ultras italiano tenutosi a Fuscaldo, organizzato proprio dai tifosi cosentini. Le due tifoserie ebbero modo di incontrarsi pochi mesi dopo a Caserta per la gara di campionato tra Casertana e Cosenza, e in tale occasione i Fedayn Bronx di Caserta si schierarono al fianco dei cosentini, opponendosi ai loro stessi concittadini che tentarono di rubare uno striscione appartenente ai Nuclei Scovolti di Cosenza.[24] Lo storico slogan «Caserta Cosenza, nessuna differenza» sintetizza quanto sia forte il legame tra le due tifoserie, che condivinono anche gli ideali politici.
- Genoa: rapporto di stima reciproca esistente da sempre, in quanto il Cosenza porta il rossoblù nei suoi colori sociali per omaggiare la società genovese. Il gemellaggio nasce ufficialmente nel 1988 in occasione del match di Serie B tra Cosenza e Genoa. Nonostante le due formazioni non si incontrino spesso, il legame è rimasto intatto negli anni: non è raro trovare vessilli del Cosenza in Gradinata Nord del Ferraris o materiale del Grifone nelle curve del Marulla durante le partite.[25] Il gemellaggio ha avuto modo di rinsaldarsi nuovamente in occasione della stagione 2022-2023, quando Cosenza e Genoa militavano nello stesso campionato.[26]
- Venezia: forte gemellaggio risalente al 1992. Quando le due formazioni si incontrano, non mancano mai cori e striscioni di reciproca fratellanza.[27] Nel 2023, a pochi minuti dall'inizio della partita Cosenza-Venezia, a bordo campo del Marulla è stata effettuata una parata in cui sono state sventolate insieme bandiere cosentine e veneziane.
- Casarano: gemellaggio di lunga data nato negli anni '80. Nonostante le poche occasioni di confronto tra le due squadre, non sono mai mancate le visite e gli scambi di cortesia tra le due tifoserie. Rappresenta un gemellaggio molto sentito per entrambe le fazioni.[28]
- Ancona: saldo gemellaggio nato anch'esso nel raduno del 1985 di Fuscaldo. Le due tifoserie sono legate anche dall'ideologia politica di sinistra.[28]

#### Amicizie
- Atalanta
- Crotone
- Pordenone
- Lanciano
- Alessandria
- Bisceglie
- Carrarese
- Werder Brema
- St. Pauli

#### Ex gemellaggi
- Messina: gemellaggio durato un decennio, che si interruppe nel 1992 in occasione dell’incontro di Serie B tra le due compagini, quando l’allora portiere del Cosenza Giacomo Zunico fu colpito in testa dai sostenitori della squadra siciliana.[29][30]
- Nocerina: gemellaggio nato nel 1985 e interrotto dopo 26 anni, quando nel 2011 ci furono degli scontri tra le due tifoserie in occasione della partita tra Cosenza e Nocerina, valido per il campionato di Lega Pro Prima Divisione.[31]
- Ternana,  Pisa,  Fidelis Andria: gemellaggi interrotti per varie vicissitudini. A differenza dei precedenti, non sono sfociati in rivalità e la stima reciproca è permasta.[28]

### Rivalità

#### Rivalità principali
- Catanzaro: quella con la tifoseria catanzarese rappresenta, per i supporters del Cosenza, la rivalità per eccellenza. La sfida che contrappone Cosenza e Catanzaro è conosciuta come "Derby di Calabria" e, la fortissima rivalità che intercorre tra le due tifoserie, ne fa in assoluto il derby più sentito della regione ed uno tra i più sentiti d’Italia.[32] La rivalità tra gli abitanti delle due città (e delle due province) va anche al di fuori dal contesto calcistico, andando a toccare tasti politici e sociali. La partita è stata spesso caratterizzata da scontri e incidenti tra i tifosi.
- Salernitana: rivalità molto sentita da entrambe le fazioni, ha toccato il suo apice nello spareggio giocato a Pescara nel 1991, in cui una rete del capitano rossoblù Gigi Marulla condannò i campani alla retrocessione in Serie C1.[28] Altro fattore che ha portato alla rivalità tra i rossoblù e i granata, è il gemellaggio dei salernitani con i reggini e il gemellaggio dei cosentini con i casertani (storici rivali dei tifosi della Salernitana).
- Reggina: fortissimo l'astio che intercorre con i corregionali reggini. La partita tra Cosenza e Reggina rappresenta il derby calabrese più disputato nella storia, con quasi 100 incontri ufficiali. Negli anni, questa sfida è stata segnata da momenti di tensione e furti di striscioni.[33] Il culmine della rivalità si ebbe tra gli anni '80 e '90, periodo in cui le formazioni rossoblù e amaranto lottavano tra di loro per la promozione in Serie A.

#### Altre rivalità
Si segnalano altre ostilità nei confronti dei tifosi di:
- Lecce
- Brescia
- Verona
- Palermo
- Pescara
- Ascoli
- Siena
- Catania
- Vibonese
- Barletta
- Fiorentina
- Foggia
- Sampdoria
- Avellino
- Siracusa